# Nakajima Ki-201
Le Nakajima Ki-201 Karyu/Karyū (中島 キ-201 火龍, « Dragon de feu ») est un projet de chasseur biréacteur d'attaque développé par l'empire du Japon à la fin de la Seconde Guerre mondiale. La capitulation du Japon est annoncé avant l'achèvement du projet.

## Développement
Le Nakajima Kikka est un avion inspiré par le Messerschmitt Me 262 allemand, mais ses similarités avec cet appareil se limite uniquement à sa configuration générale. D'autre part, l'équipe de conception dirigée par Iwao Shibuya travaille sur le  Karyū  pour le rendre très proche de l'avion allemand, qui a déjà montré ses capacités.
Le projet Ki-201 a été commandé par l'armée impériale japonaise entre octobre et décembre 1944, l'armée établissant une exigence de performance d'une vitesse maximale de 800 à 1 000 km/h, d'un plafond pratique de 12 000 mètres et d'un rayon d'action de 800 à 1 000 km. La conception a été avancée par Nakajima en 1945 et les dessins de base ont été achevés en juin.
Nakajima tente d'intéresser le service aérien de l'Armée impériale japonaise avec cet appareil, et semble avoir au moins réussi à lui avoir une désignation officielle (Ki-201), mais à ce moment-là, l'armée a déjà décidé de poursuivre les dérivés du Mitsubishi J8M, tel que le Rikugun Ki-202, dans leur recherche de construire un appareil capable de lutter contre les bombardiers américains B-29. Il semble que la marine impériale japonaise ait également été approché mais n'a pas montré son intérêt.
Nakajima anticipe l'achèvement du premier  Karyū  pour décembre 1945 et des 18 premières unités pour mars 1946. La plupart des sources conviennent que le travail sur le prototype n'a pas encore commencé au moment de la capitulation japonaise.

## Variantes
Les versions proposées au développement à l'armée japonaise sont des intercepteurs - équivalents du Me 262A-1a - et des chasseurs-bombardiers, équivalent du Me 262A-2a.
Les moteurs devaient être des turboréacteurs Ishikawajima Ne-130 de 8,9 kN ou des turboréacteurs Ne-230 de 8,7 kN.